# Маре (квартал)

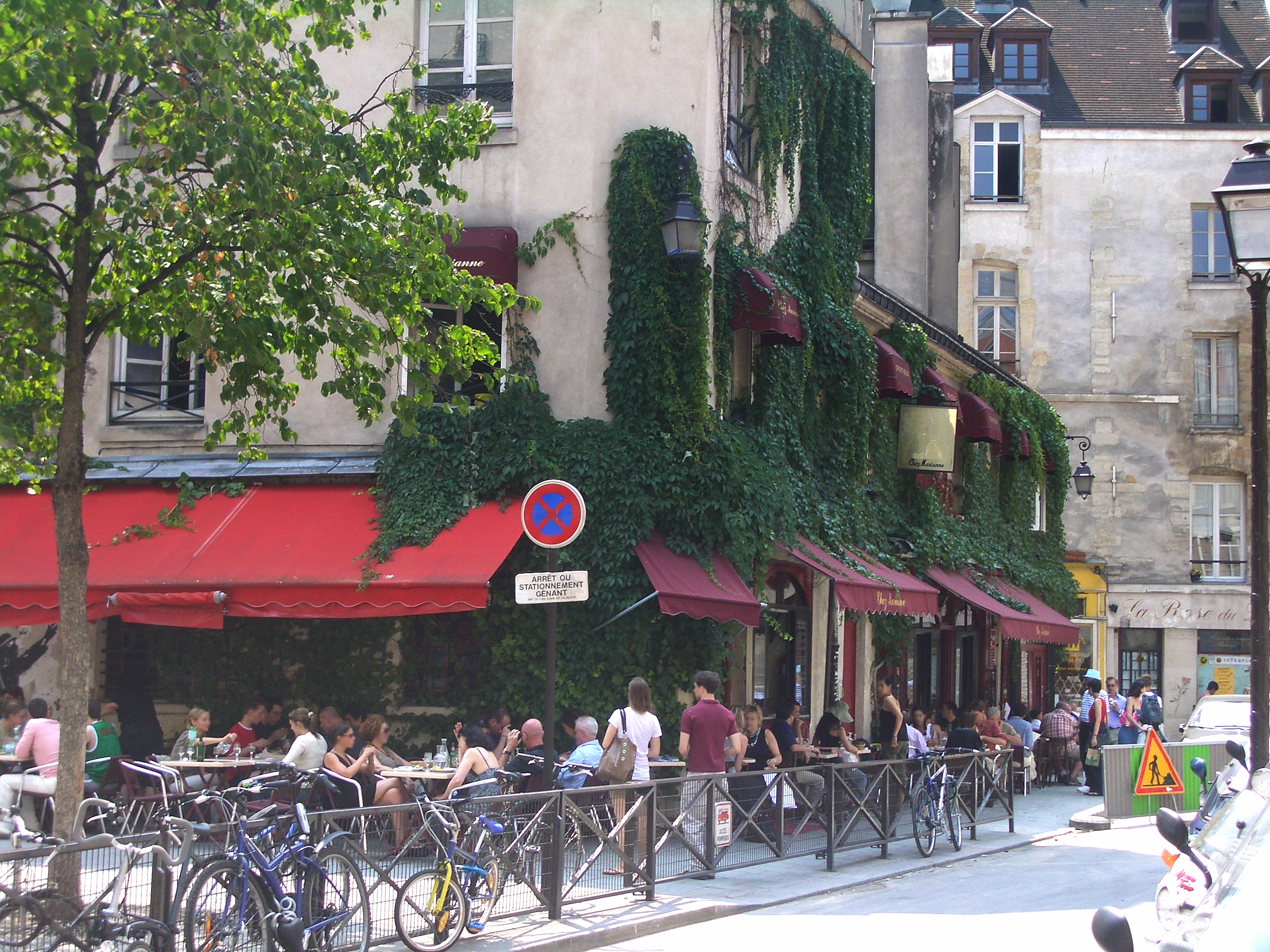
Знаменитый ресторан «Chez Marianne» в Маре

Маре́ (также Марэ, фр. le Marais «Болото») — исторический район и квартал Парижа на правом берегу Сены, восточней Бобура. Расположенный между площадью Республики и площадью Бастилии, Маре принадлежит как к 3-му, так и к 4-му муниципальным округам Парижа. Границы квартала определены тремя бульварами и рекой Сеной: на севере — бульваром дю Тампль, на западе — Севастопольским бульваром, на востоке — бульваром Бомарше, и на юге — Сеной.
Болото, находившееся ранее на этом месте, было осушено в XIII веке членами ордена тамплиеров. Тогда это была окраина города, сегодня — центр. Маре пережил градостроительную горячку барона Османа в XIX веке, оставшись почти нетронутым, и сейчас в квартале можно увидеть роскошные дворцы и особняки рядом со старыми домами ремесленников.

## История

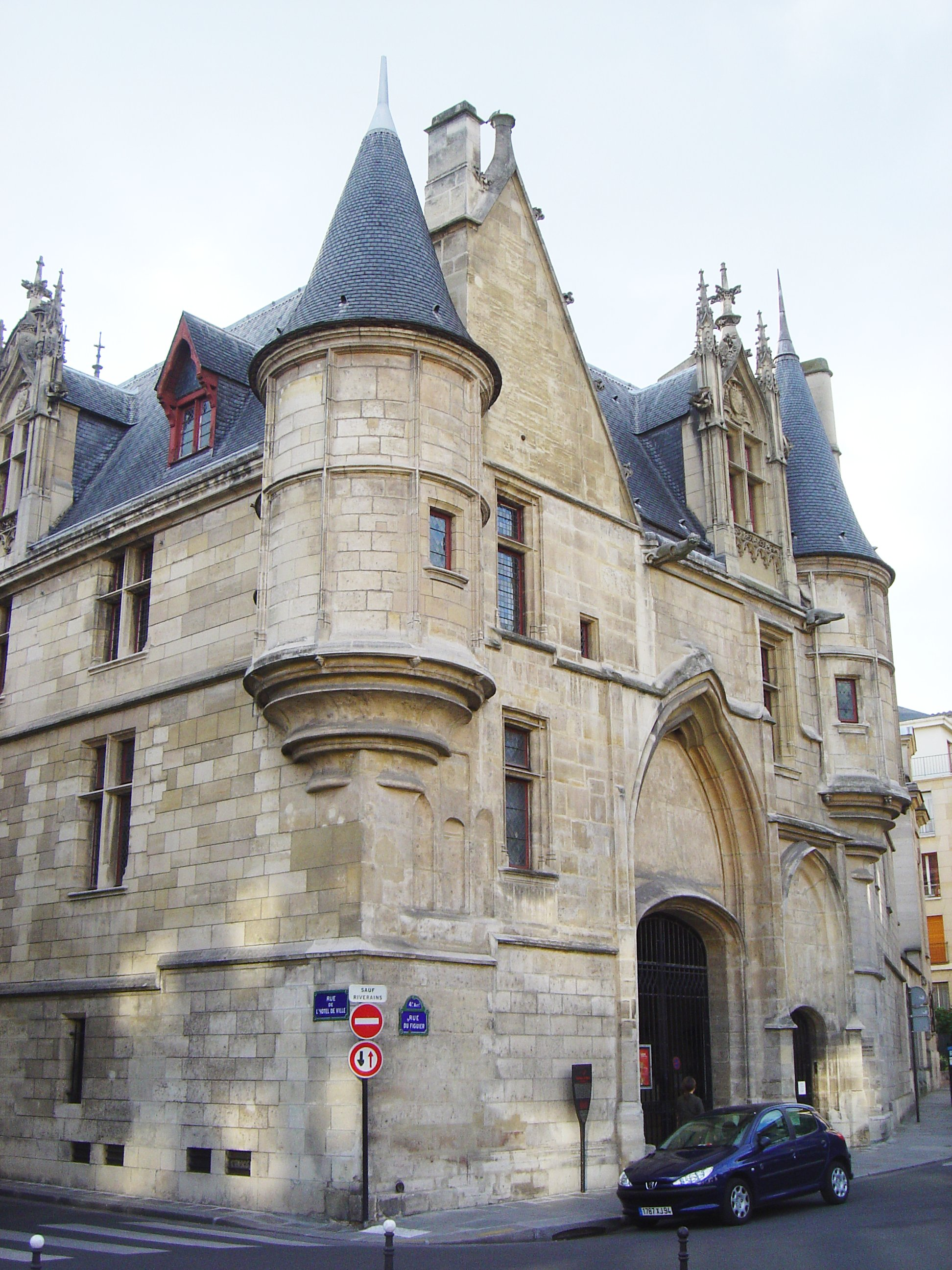
Отель де Санс

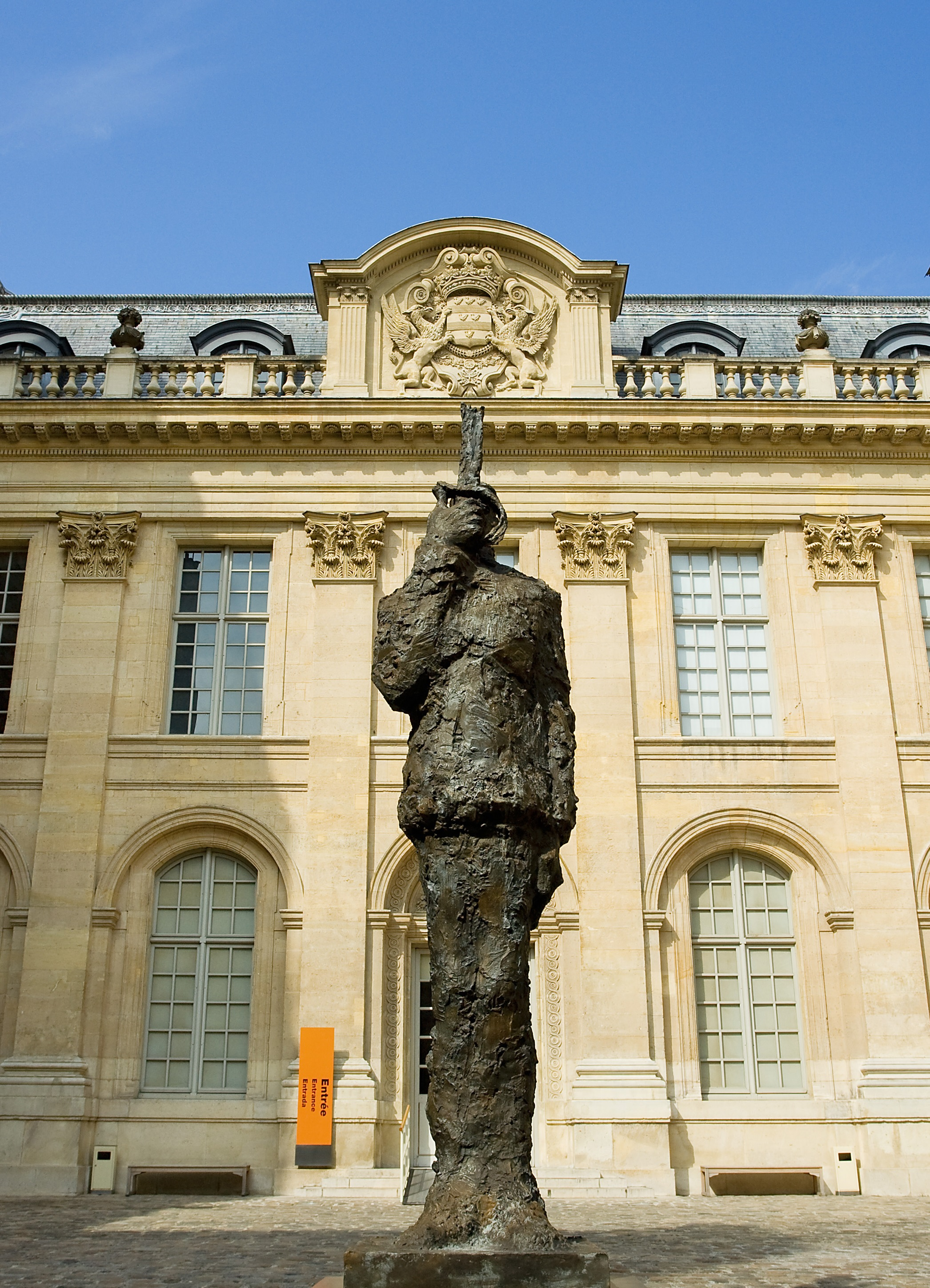
Музей искусства и истории иудаизма

На месте нынешнего квартала долгое время находилось болото за границами города, откуда и пошло название. Лишь с IX века эти сырые и топкие места стали использоваться под выгон скота, обрабатываться же — не ранее XII века. Первоначально так называлась вся затопляемая зона правобережья, много большая, чем нынешний Маре, она тянулась между рекой и её старым руслом, доходя до уровня сегодняшних Больших бульваров. Наводнения — большие и меньшие — были здесь нередкими гостями. Осушение болота рыцарями-тамплиерами началось в XIII веке; неподалёку находилась средневековая еврейская община Парижа. На Королевской площади (ныне площадь Вогезов) стоял дворец Турнель (фр.), который был резиденцией французских королей до переезда в Лувр. В XIV веке была сооружена новая городская стена, так квартал стал частью города.
При Генрихе Наваррском болото было окончательно осушено, и в XVII веке знать облюбовала юг Маре. Аристократы начали отстраивать дома на незанятой ещё местности. Во время Французской революции 1789 года местных богачей прогнали, многие особняки пришли в плачевное состояние. При Шарле де Голле министр культуры Андре Мальро стал бороться за сохранение исторического района Парижа, в 1962 году началась реставрация дворцов. В 1962—1993 годах в квартале проводился крупный театрально-музыкальный Фестиваль Марэ.
Маре стало местом жительства нескольких крупных общин: в конце XIX века здесь поселились евреи-ашкеназы, после окончания Первой мировой войны в северо-западной части квартала стали заселяться первые китайские эмигранты из провинции Вэньчжоу, а в 1980-е годы в квартале Маре появились первые гей-клубы.
Станции метро, относящиеся к кварталу Маре: Арз-э-Метье, Шемен-Вер, Фий-дю-Кальвер, Отель-де-Виль, Рамбюто, Сен-Поль, Пон-Мари (станция метро), Сен-Себастьен — Фруассар.

## Достопримечательности
У западной границы квартала расположен всемирно известный Центр Помпиду, сконструированный в 1970-х годах Ренцо Пьяно и Ричардом Роджерсом. Центр современного искусства был назван в честь президента Франции Жоржа Помпиду, который не дожил до реализации проекта.

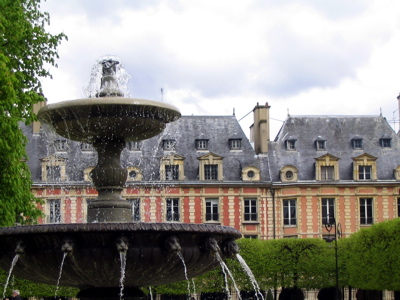
Площадь Вогезов

На расстоянии 300 м от Центра Помпиду с 1998 года стоит Музей искусства и истории иудаизма, расположившийся в построенном в 1640 году особняке.
Самая старая площадь Парижа — площадь Вогезов — расположена в самом квартале. Её застройка началась в 1605 году при Генрихе IV, с тех пор её облик остаётся почти неизменным. Здесь жили многие знаменитые люди, например, Виктор Гюго и кардинал Ришельё.
В одном из самых величественных особняков Маре, называемом отель Субиз, сейчас располагается Музей истории Франции. Среди прочих экспонатов в музее можно найти завещания Людовика XV, Людовика XIV и Наполеона, последнее письмо Марии-Антуанетты или приказ о взятии под стражу Робеспьера, послание Ричарда Львиного Сердца или письмо Жанны д’Арк жителям Реймса от 6-го августа 1429 года.
На улице Фран-Буржуа (rue des Francs Bourgeois) в роскошных особняках XVI века находятся Музей истории Парижа Карнавале и Историческая библиотека (Bibliothèque Historique de la Ville de Paris). Неподалёку от Музея Карнавале находится Музей Коньяк-Жэ с коллекцией западноевропейской живописи XVIII века, чуть подальше — Музей Пикассо с выставленными в нём картинами, скульптурами, письмами и фотографиями Пабло Пикассо.
Достойной внимания является также синагога, построенная Эктором Гимаром в 1913 году в стиле модерн, и базарная площадь Сен-Поль, где находятся многочисленные антикварные магазинчики и лавки старьёвщиков.

## Еврейский квартал

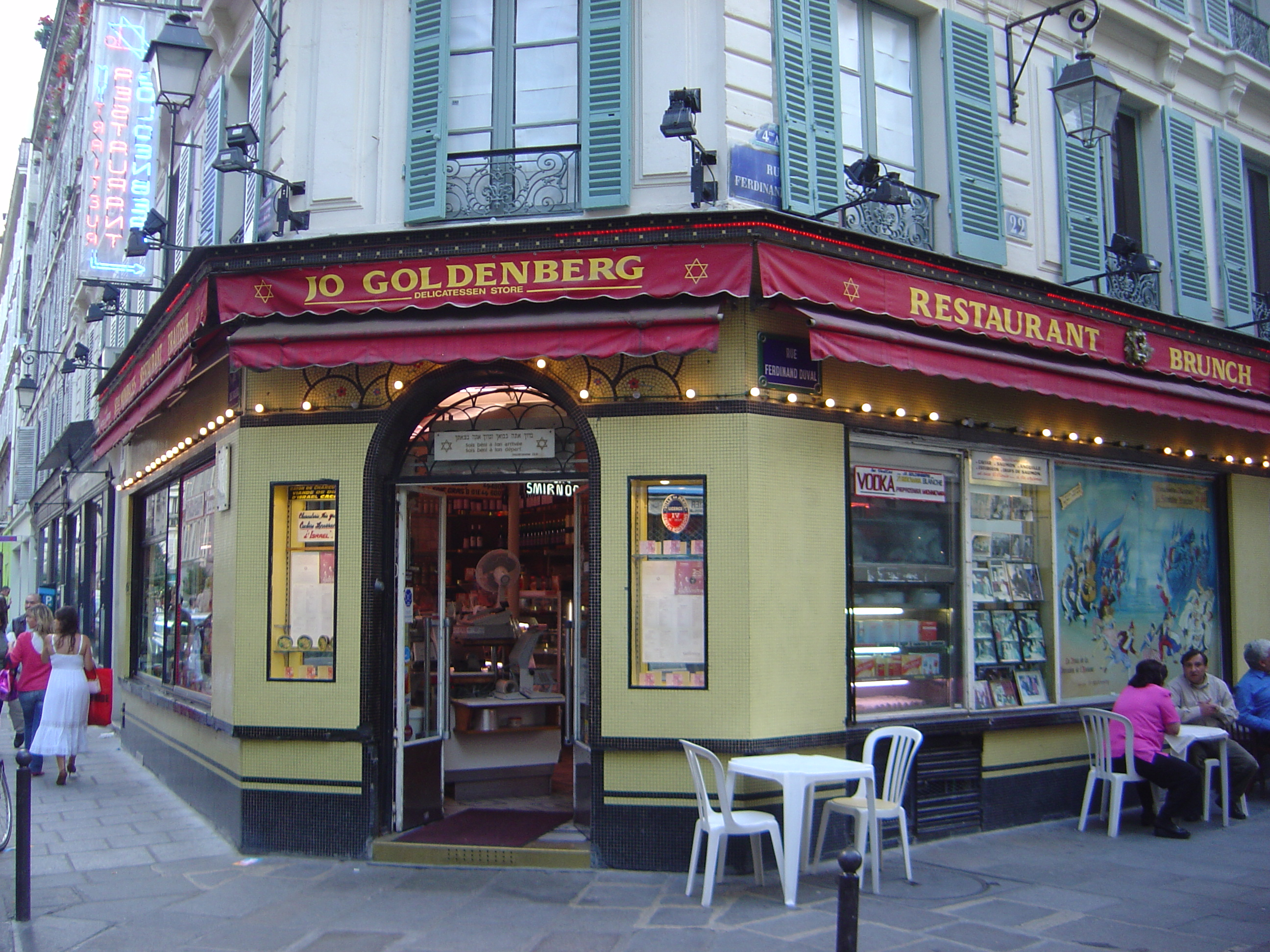
Уже не существующий ресторан Jo Goldenberg на улице Розье

С XIII века в Маре находился еврейский квартал Парижа, несмотря на многочисленные изгнания евреев. В самом начале здесь поселились сефарды, гонимые из Испании и Португалии потомки евреев, позже, во время Французской революции, сюда приехали особо ортодоксальные евреи из Эльзаса и Восточной Европы. Сегодня в Маре находится крупнейшая компактная еврейская община Европы: всего во Франции проживают 800 000 евреев, почти половина из них живёт в Париже, в основном в Еврейском квартале Маре вокруг улицы Розье (rue des Rosiers), известном как Плецль (Pletzl, на идиш — «площадка», «местечко»).
Архитектор Эктор Гимар, участвовавший в оформлении парижского метро, сам женатый на американской еврейке, построил самую большую синагогу в городе — духовный центр Маре — в стиле модерн. В 1940 году она была взорвана немецкими оккупантами. После восстановления здания синагогу объявили памятником культуры, тем самым защитив её от возможных повторных разрушений. Непосредственно рядом с синагогой живёт глава ортодоксальных иудеев, маленькой, но почитаемой группы евреев. Здесь нередко можно встретить суши-бар или пиццерию с сертификатом кошерности департамента кашрута при главном раввинате Парижа, вывески кошерных магазинов и ресторанов продублированы на идиш или иврите.
На улице Розье также находится штаб-квартира первого еврейского телеканала Télévision française juive, где и возникают идеи для новых передач.

## Гей-деревня
Кроме интеллектуалов и евреев, квартал Маре облюбовали также гомосексуалы. Большая их часть проживает в районе улиц Сент-Круа-де-ля-Бретонри (rue Sainte-Croix de la Bretonnerie) и Вьей-дю-Тампль (rue Vieille du Temple). Эта деталь обыграна в эпизоде «Маре» фильма «Я люблю тебя, Париж».